# Мареганский водопад
Мареганский водопад (перс. آبشار مارگون‎ Āбшāр-е Мāргун, досл. «змеевидный водопад») — водопад в области Фарс на юго-западе Ирана. Считается одним из красивейших водопадов страны.

## Гидрография
Мареганский водопад находится на северо-западе области Фарс, примерно в 128 км к северо-западу от её административного центра Шираза. Самые близкие к нему города — Эрдекан (или Сепидан, 48 км южнее) и Ясудж (65 км северо-западнее), а ближайшее населённое место — село Мареган, расположенное в 2 км к северу. Географически водопад расположен между южными склонами Сар-е-Кама-Садикия (2478 м) и северо-западными склонами Пахана (2570 м), которые являются часть горного массива Загроса, а высота водопада над уровнем моря колеблется от 2130 до 2200 м. Облик водопада — частично каскадный, точнее, водопад является частью так называемого конского хвоста — падающая вода главным образом соприкасается с основанием. Совокупная высота водопада составляет около 70 м, из чего самая большая часть отпадает на главную отвесную скалу высотою от 58 до 60 м, самое высокое свободное падение у каскада колеблется до 20 м, а ширина его составляет приблизительно 100 м. Мареганский водопад представляет собой исток одноимённой реки Мареган, которая протекает в направлении к северо-востоку и вливается в Джубхоле, а она, в свою очередь, соединяется с рекою Кур, которая впадает в озеро Бехтеган (Нейриз).

## Флора и фауна
Ихтиофауна вокруг водопада и реки сходна с той, которая наблюдается в остальной части бассейна Кора, в нём около 65 % видов относятся к отряду карпообразных (Cypriniformes). Он охватывает 12 видов из 10 родов семейства карповых (Cyprinidae), три вида из двух отрядов семейства гольцовых (Nemacheilidae) и один вид из семейства вьюновые (Cobitidae). Остальная часть от приблизительно 35 % включает три вида из двух родов семейства осетровых (Acipenseridae) и осетрообразных (Acipenseriformes), один вид из семейства лососёвых (Salmonidae), то есть, отряда лосося (Salmoniformes). Остальная фауна вокруг водопада включает сухопутных животных, таких как косуля (Capreolus capreolus), муфлон (Ovis aries orientalis), безоаровый козёл (Capra aegagrus), бурый медведь (Ursus arctos), каменная куница или белодушка (Martes foina), серый волк (Canis lupus), обыкновенный шакал (Canis aureus), полосатая гиена (Hyaena hyaena), капский заяц (Lepus capensis) и вепрь (Sus scrofa), а к птицам относятся мелкий гусь (Anser erythropus), азиатская горная куропатка (Alectoris chukar), персидская куропатка (Ammoperdix griseogularis), клинтух (Columba oenas), вяхирь (Columba palumbus), обыкновенный скворец (Sturnus vulgaris), обыкновенный воробей (Passer domesticus), пустынный сокол (Falco pelegrinoides), королевский орёл (Aquila heliaca) и большой подорлик (Aquila clanga). Вегетация регионов делится по высоте над уровнем моря — до 2800 м появляются стволы фисташки (Pistacia vera), миндаля (Prunus amygdalus), клёна (Acer), каркаса (Celtis), барбариса обыкновенного (Berberis vulgaris) и сумаха дубильного (Rhus coriaria), a до 2500 м стволы дуба (Quercus), боярышника (Crataegus), инжира (Ficus), вербы (Salix) и ореха (Juglans).

## Туризм
Мареганский водопад — одно из самых привлекательных туристических мест в области Фарс. По оценке Иранской организации за культурное наследие, рукотворные объекты и туризм, водопад в 2006 году посетило около 800 тысяч человек, по 2200 ежедневно. Водопад легкодоступен с транспортной точки зрения, в 600 м к востоку от него находится парковка. К ней можно подъехать по Мареганской дороге, которая опоясывает гору Сар-е-Кам-Садик с северной стороны. Около стоянки находится музей естественной истории Мареганского водопада и несколько туристических объектов.

## Экология
Поскольку Мареганский водопад представляет собою уникальный природный и карстовый феномен высокой степени биоразнообразия, он вместе с прилегающей территорией площадью около 10 тысяч га включён 5 января 2000 года (15.10.1378 солнечной хиджры) в список охраняемых природных зон Ирана. Иранский Отдел по защите окружающей среды классифицирует его как защищённую зону, а Международный союз по защите природы и природных ресурсов относит его к категории памятников природы.